# Richard Hamilton
För andra betydelser, se Richard Hamilton (olika betydelser).

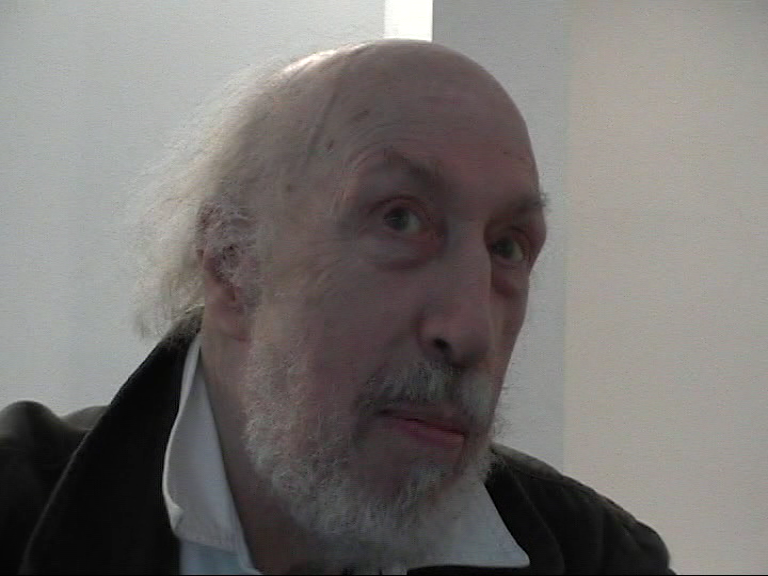
Richard Hamilton

Richard Hamilton, född 24 februari 1922 i Marylebone, Westminster, London, död 13 september 2011 i Nothend Oxfordshire, var en brittisk konstnär. Han var en av förgrundsgestalterna inom den brittiska popkonsten.
Hamiltons collage Vad är det egentligen som gör hemmen idag så annorlunda, så trevliga? från 1956 anses vara det första popkonstverket. Collaget innehåller referenser till bland annat manliga och kvinnliga pinuppor, TV, olika typer av konsumtionsvaror, bio och emballage. Detta ses som en kommentar till det begynnande masskonsumtionssamhället.
Hamilton föddes i London-stadsdelen Marylebone men växte upp i Pimlico i södra delen av City of Westminster.
Richard Hamilton har bland annat gjort omslaget till Beatles White Album.